# Donnie McClurkin
Donald Andrew McClurkin, Jr. (Amityville, Nova Iorque, 9 de novembro de 1959) mais conhecido como Donnie McClurkin, é um dos principais cantores gospel dos Estados Unidos e pastor de estrelas como Beyoncé, Missy Elliott e Star Jones.

## Biografia
Donnie McClurkin nasceu e foi criado em Amityville, New York e passou por vários problemas graves de família, que hoje ele usa como inspiração para ajudar outras pessoas que enfrentam as mesmas tribulações. Por defender que pessoas podem abandonar a prática da homossexualidade no seu livro Eternal Victim, Eternal Victor (ISBN 1-56229-162-9), Donnie McClurkin tem sido vítima de protestos constantes do Movimento Gay americano.
Os problemas na família de McClurkin começaram quando um dia ele estava brincando perto de casa com o seu irmão de 2 anos e se distraiu, por ter perdido a atenção o seu irmão foi atropelado e morto enquanto a sua mãe assistia pela janela a este trágico momento. O motorista dirigia em alta velocidade e ninguém conseguiu identificá-lo. Algumas pessoas de sua família começaram a ficar confusas psicologicamente após a tragédia e na noite do funeral, Donnie, que tinha apenas 8 anos de idade, foi molestado sexualmente pelo seu tio. Aos 13 anos, Donnie também foi violentado sexualmente pelo filho desse tio, seu primo. Desde então, a violência doméstica e abuso de drogas se tornaram constantes na família de Donnie McClurkin. Donnie lutou vários anos contra a acusação da sua mãe que o culpava de ter morto o seu irmão mais novo e contra as tendências homossexuais que tinha desenvolvido após a violação.
Em 1969, com 10 anos de idade, McClurkin decidiu voltar-se para o cristianismo em uma igreja. Uma tia que fazia back vocal para um músico gospel chamado Andraé Crouch, inseriu Donnie McClurkin no grupo musical da igreja. Depois de se aproximar de Crouch, Donnie passou a tocar piano e cantar em um coral jovem. Em sua adolescência chegou a formar um grupo chamado McClurkin Singers, mais tarde outro grupo chamado Coral New York Restoration.
Em 1989, com 31 anos, McClurkin descobriu que estava com leucemia. O pastor não aceitou fazer a terapia com quimioterapia, indicado por seu médico, ao invés disso resolveu orar por um milagre. O Reverendo Winans e ele oraram por uma cura milagrosa e então ele diz que não sentiu mais os sintomas da doença. Um mês após o primeiro exame, McClurkin voltou ao hospital para refazer os exames que não detectaram mais a leucemia.
McClurkin tem discutido abertamente sobre questões sexuais desde que começou a receber diversas críticas por ter engravidado uma mulher fora do matrimônio, em 2000, quando já era pastor da Perfecting Faith Church.

## Carreira
Em 1996, um amigo dele, executivo da Warner Alliance, conseguiu um selo para o álbum Donnie McClurkin, produzido por Mark Kibble e Cedric (do Take 6), Victor Maxwell e Andraé Crouch.
Desde 2006, Donnie McClurkin dirige uma estação de rádio, chamada The Donnie McClurkin Show. No início de 2007, ele deixou a carreira musical para se dedicar apenas ao trabalho pastoral.

## Discografia
- 1996 — "Donnie McClurkin"
- 2000 — "Live in London and More..."
- 2000 — "'Tis So Sweet"
- 2003 — "Donnie McClurkin Again"
- 2005 — "Psalms, Hymns and Spiritual Songs"
- 2005 — "...Again [DualDisc]"

## Filmografia
- 1998 — "O Príncipe do Egito" (escreveu e cantou as canções "I Am" e "Humanity")
- 2003 — "Resistindo às Tentações"
- 2004 — "The Donnie McClurkin Story: From Darkness to Light"
- 2004 — "Apollo at 70: A Hot Night in Harlem"
- 2005 — "Segundo o Evangelho"
- 2005 — "Diary of a Mad Black Woman"